# Замок Духцов
Замок Духцов (чеськ. Zámek Duchcov) — замок доби бароко в містечку Духцов Теплицького округу у північній Чехії. Відомий перш за все перебуванням тут в останні роки життя — авантюриста та письменника кінця 18 ст. Джакомо Казанова

## Історичні дані

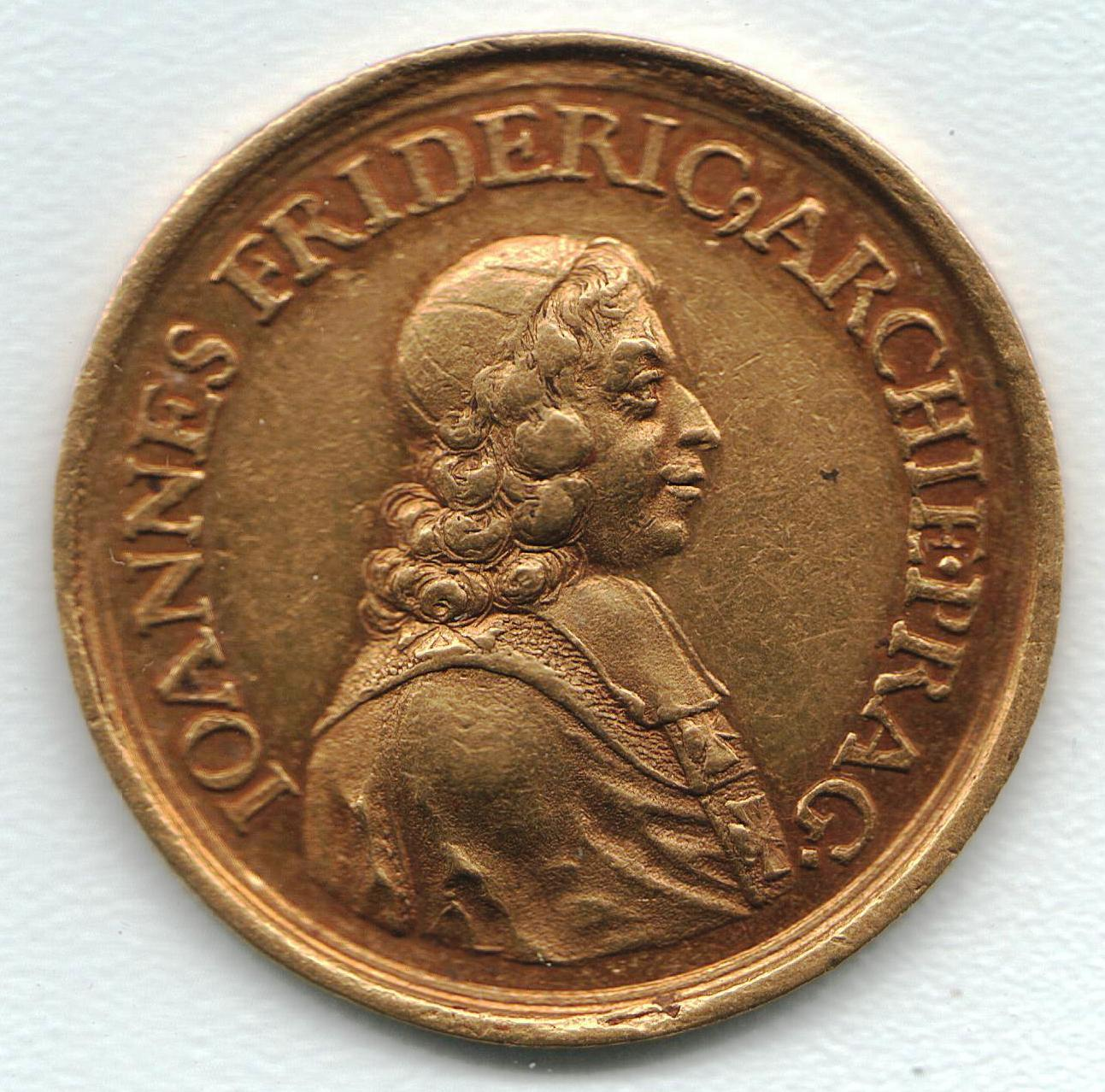
Йоган Фрідріх фон Вальдштейн

Ініціаторами створення первісного замку були представники династії Прабішичей у 13 ст.
Замок змінив власників і близько 1527 року  представник родини Лобковіцких перебудовав фортечну споруду на ренесансний палац з одним крилом. Нова перебудова — у 1570 р.

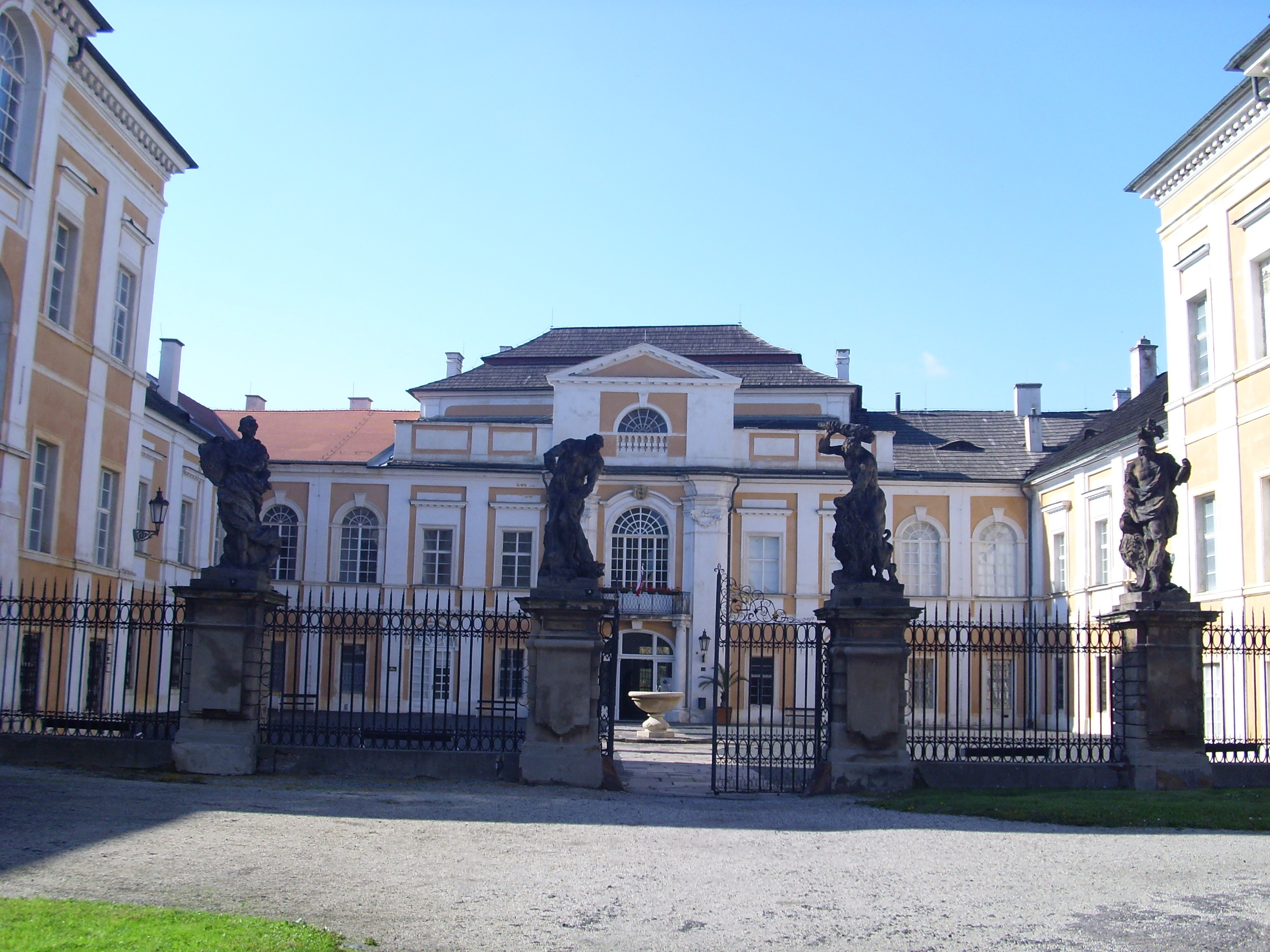
Парадний двір замку Духцов.

В 17 столітті володарем замку став архієпископ Йоган Фрідріх фон Вальдштейн. До перебудов замку він залучив французького архітектора та художника Жана Батіста Матеї, що пройшов потужну архітектурну школу в Італії. Римські зразки архітектури з її величними формами і монументальністю вплинули майже на всі проекти і споруди Матеї, створені в Чехії. За проектом Ж. Б. Матеї замок отримав П — подібний поземний план, що утворював почесний двір. Від середовища двір замку відокремлював паркан з бароковими скульптурами на стовпах. Для релігійних потреб була побудована церква Благовіщення з двома вежами, і саме вони, а не замок, відігравали значну роль в силуеті селища, що розташоване поряд. Замок постав на невеликому пагорбі, за рахунок якого мав величніший фасад позаду, де розпланували сад бароко.
Залученням до будівництва архітектора Матеї та скульптора Матьяша Бернарда Брауна, в майстерні якого виконані скульптури для церкви та саду — перш за все і видомий замок Духцов для істориків і прихильників мистецтва. На жаль, скульптурні оздоби церкви були знищені під час війни у  1945 р .

## Сад замку
Сад бароко був створений за проектом австрійського інженера та садівника Яна Фердинанда Шора, що навчався в Римі. Сад мав партери, басейни, фонтани, алегоричні скульптури. Серед рослин розмістили і благодійну лікарню с бароковою каплицею Діви Марії, склепіння якої прикрасив картинами художник В. Райнер.
На початку 19 ст. парковий фасад замку перероблено в спрощеній стилістиці доби класицизму. Сад бароко знищили і замінили на пейзажний — англійського типу. В 20 ст. відбулося декілька важливих змін в долі замку. Останній володар маєтку продав його державі у 1921 р. З міркувань розробки покладів вугілля була відокремлена частина парку з лікарнею, яку зруйнували і не відновили пізніше. В парковий павільйон перенесли залишки стінописів В. Райнера. Частка залів замку реставрована і перетворена на державний музей, де показують китайську і європейську порцеляну, гобелени, бібліотеку.

## Казанова в Духцові
Саме тут провів останні роки свого життя авантюрист та письменник кінця 18 ст. Джованні Джакомо Казанова. По дорозі з Відня до Берліна 60-річний Казанова зустрівся з володарем замку. Він справив добре враження на Вальдштейна і той запропонував безпритульному Казанові посаду бібліотекаря. Саме в замку Духцов Казанова передивлявся своє минуле життя та створив три оповідання, серед яких і скандально відомі «Мемуари». В музеї замку зберігають листи Казанови, мапи його мандрів та літературу про нього. В замку Духцов він і помер.

## Галерея

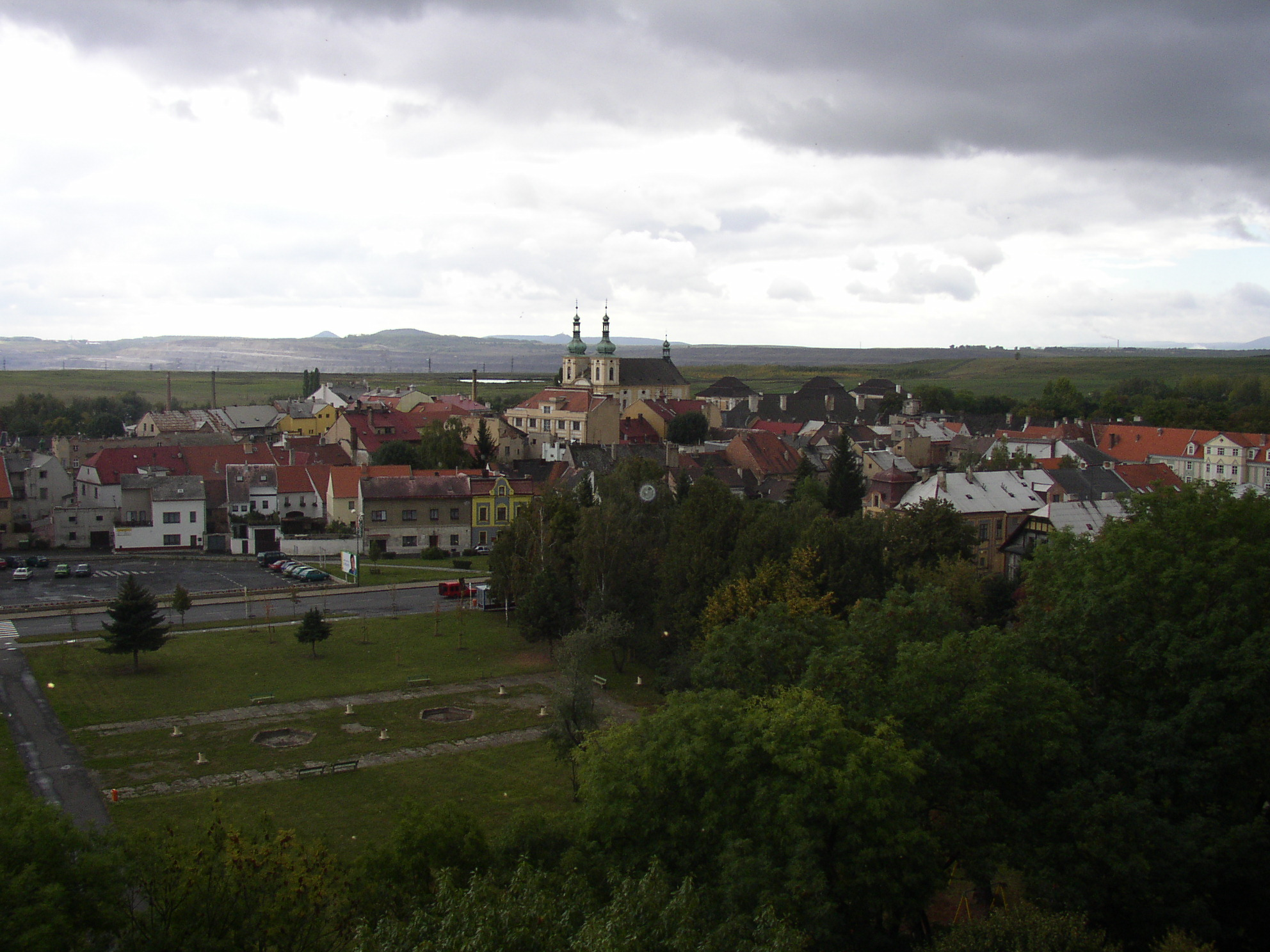
Селище Духцов та вежі церкви Благовіщення
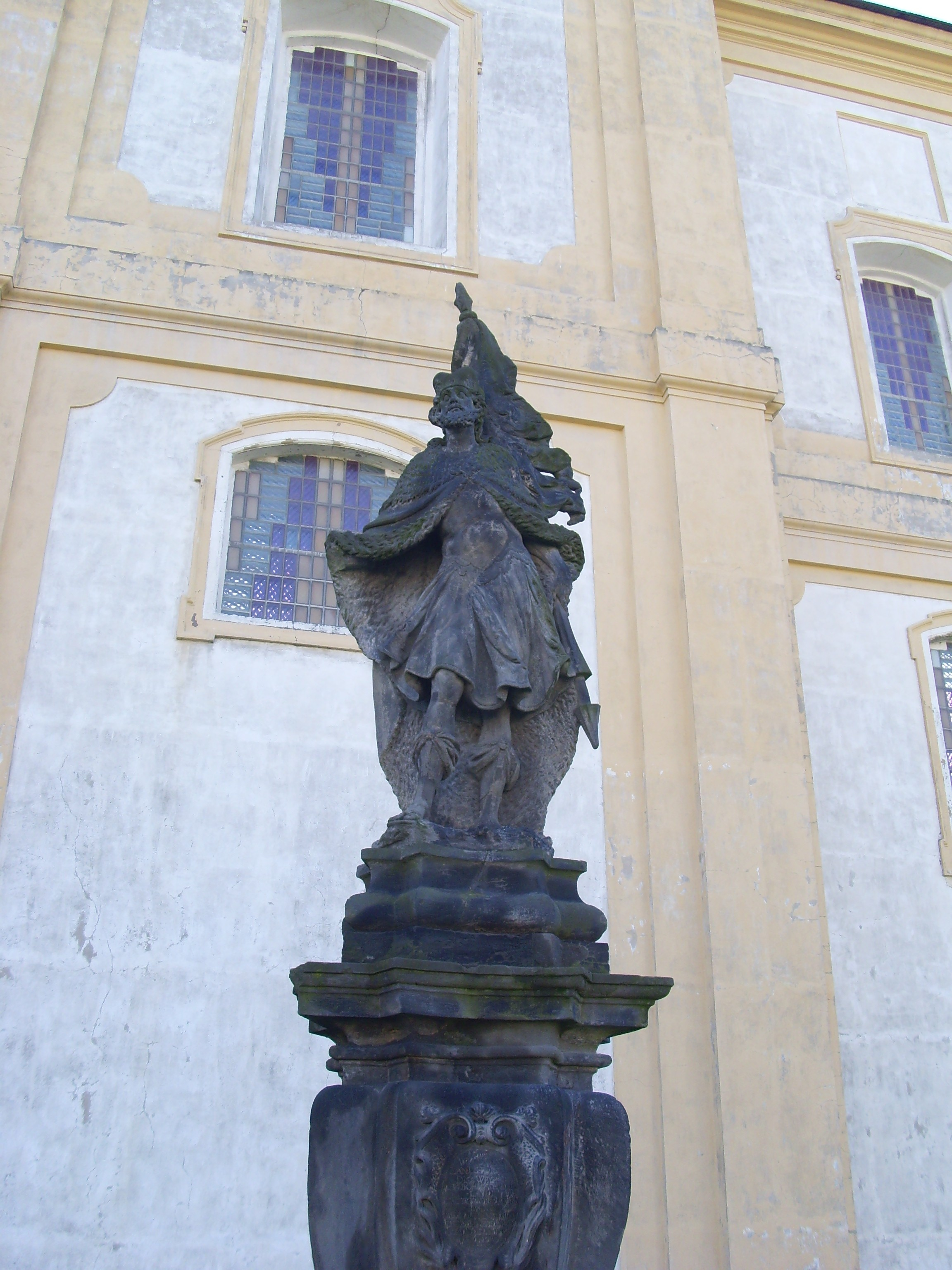
Скульптура Св. Вацлава з прапором
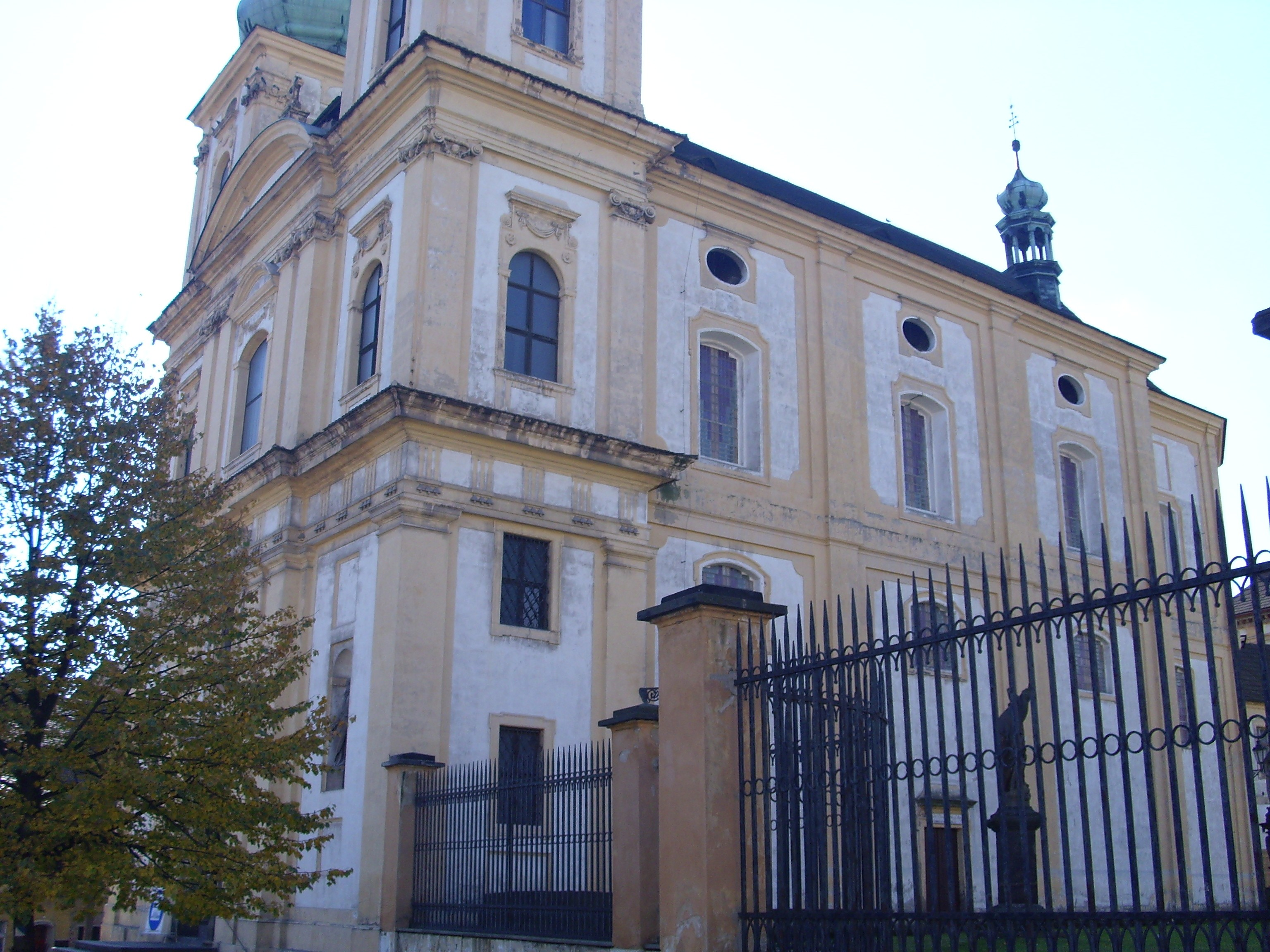
Бічний фасад церкви Благовіщення
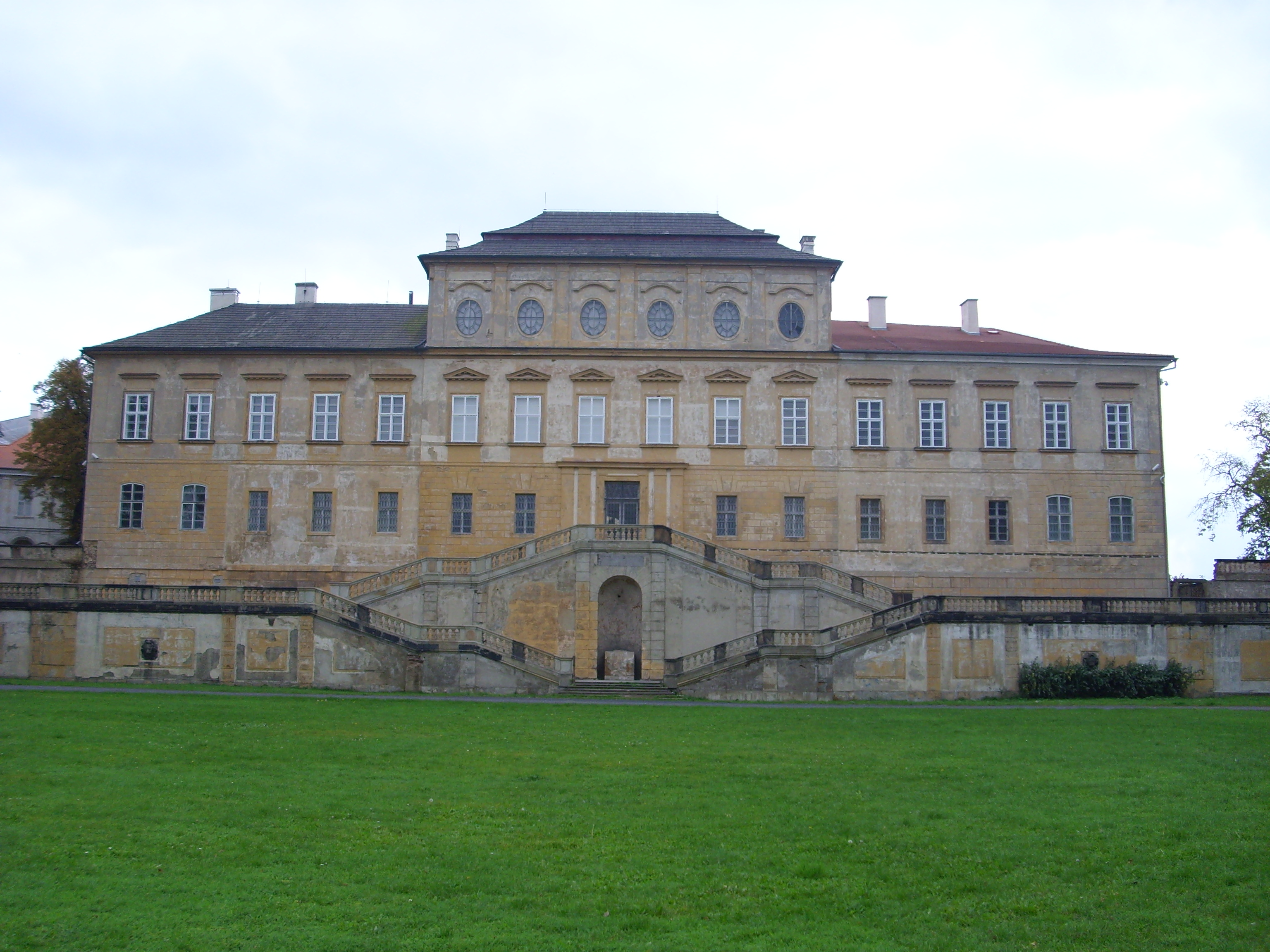
Садовий фасад замку Духцов